# Чёбаково (посёлок)
Чёбаково — посёлок в Тутаевском районе Ярославской области. Административный центр Чебаковского сельского поселения.
Находится в пригородной зоне Ярославля на реке Печегда к северо-западу от города.

## Население
| 1914 | 2002 | 2007 | 2010 |
| ---- | ---- | ---- | ---- |
| 13   | ↗459 | ↗484 | ↘442 |

## Инфраструктура
- Отделение почтовой связи № 152335
- Продуктовый магазин «Центральный»
- Дом культуры
- Православный храм
- Часовня
- Обелиск воинам, павшим в годы Великой Отечественной войны
- Чебаковская средняя общеобразовательная школа
- ФАП
- Детский сад № 21 Звездочка
- Цех ликёро-водочной продукции
- Котельня

Улицы: Центральная, Речная, Садовая, Дачная, Железнодорожная, Заречная, Солнечная, Зелёная, Пролетарская, Строителей, Привокзальная, Депутатская, Школьная, Новая.
Переулки: 1-й Полевой, 1-й Железнодорожный, 2-й Железнодорожный, 3-й Железнодорожный.

## Транспорт
Станция Чёбаково на ж.-д. линии Ярославль — Рыбинск, в посёлке от неё отходит ж.-д. ветка на Тутаев.
Через посёлок проходит автодорога 78К-0016 «Тутаев — Шопша» с выходом на М8.
Обслуживается автобусными маршрутами №№165 (Ярославль-Главный — Тутаев), 165к (Никульское — Тутаев), 166 (Чёбаково — Тутаев).